# Dia Internacional das Famílias

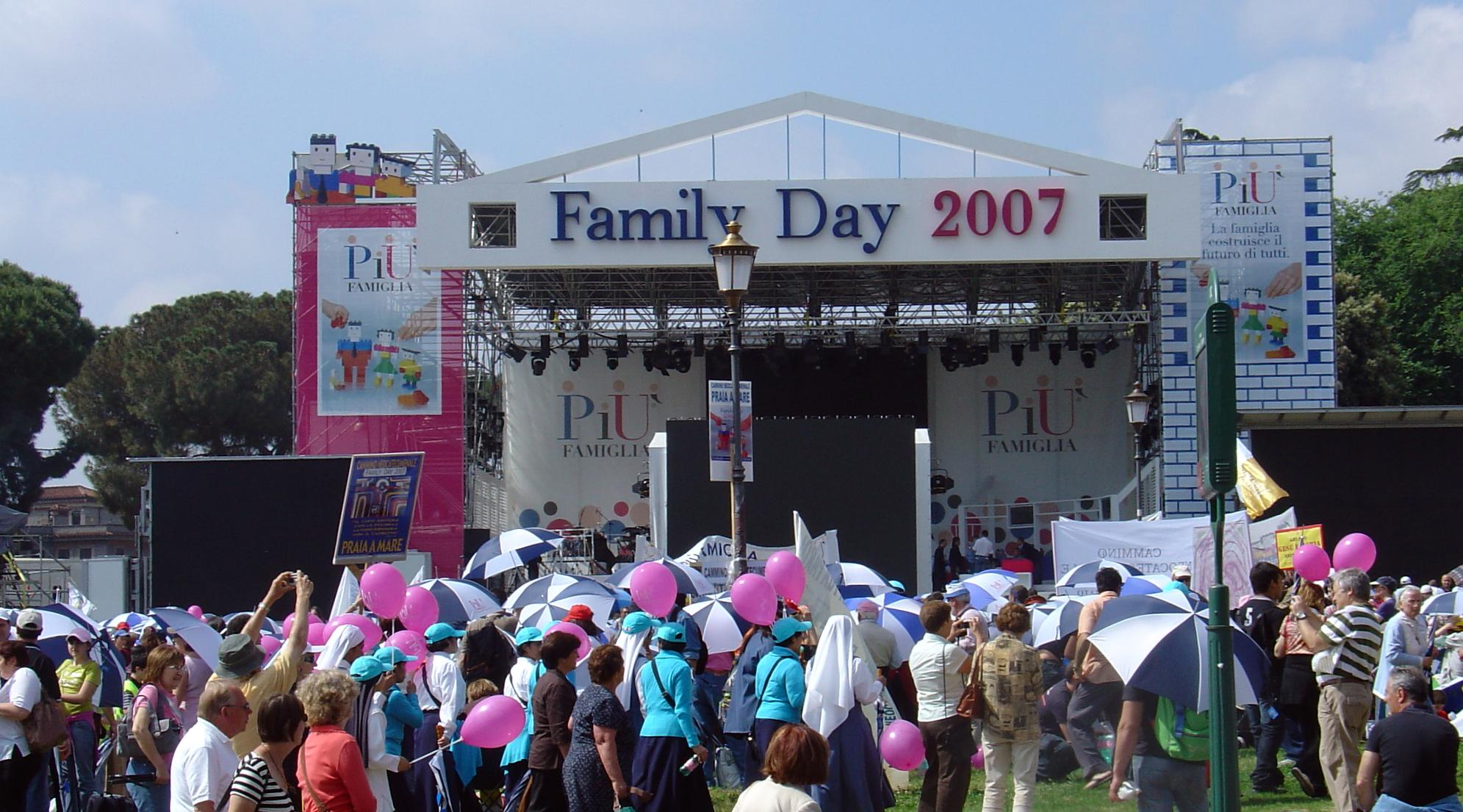
Essa imagem celebração Dia Internacional das famílias em maio 2007 na Itália

O Dia Internacional das Famílias é celebrado anualmente no dia 15 de maio. A data foi proclamado pela Assembleias Geral da Organização das Nações Unidas em 1993 com a resolução A/RES/47/237, e reflete a importância que a comunidade internacional atribui às famílias. O Dia Internacional oferece uma oportunidade para promover a conscientização sobre questões relativas às famílias e para aumentar o conhecimento dos processos sociais, econômicos e demográficos que afetam as famílias.

## Temas
Todos os anos, o secretário-geral da ONU anuncia um tema para o Dia Internacional das Famílias.
- 2024 - "Famílias e Mudanças Climáticas"
- 2023 - "Tendências demográficas familiares"
- 2022 - "Famílias e Urbanização"
- 2021 - "Famílias e Novas Tecnologias"[3]
- 2020 - "Famílias em Desenvolvimento: Copenhague e Pequim + 25"[4]
- 2019 - "Famílias e Ação Climática: Foco no ODS 13"[5]
- 2018 - "Famílias e sociedades inclusivas"[6]
- 2017 - "Famílias, educação e bem-estar"
- 2016 - "Famílias, vidas saudáveis e futuro sustentável"
- 2015 - "Homens no comando? Igualdade de gênero e direitos da criança nas famílias contemporâneas"
- 2014 - "As famílias importam para o alcance dos objetivos de desenvolvimento; Ano Internacional da Família + 20"
- 2013 - "Promover a Integração Social e a Solidariedade Intergeracional"
- 2012 - "Garantir o equilíbrio trabalho-família"
- 2011 - "Enfrentando a Pobreza Familiar e a Exclusão Social"
- 2010 - "O impacto da migração nas famílias em todo o mundo"
- 2009 - "Mães e Famílias: Desafios em um Mundo em Mudança"
- 2008 - "Pais e Famílias: Responsabilidades e Desafios"
- 2007 - "Famílias e Pessoas com Deficiência"
- 2006 - "Mudando Famílias: Desafios e Oportunidades"
- 2005 - "HIV/AIDS e Bem-estar Familiar"
- 2004 - "O Décimo Aniversário do Ano Internacional da Família: Um Quadro de Ação"
- 2003 - "Preparativos para a celebração do Décimo Aniversário do Ano Internacional da Família em 2004"
- 2002 - "Famílias e Envelhecimento: Oportunidades e Desafios"
- 2001 - "Famílias e Voluntários: Construindo a Coesão Social"
- 2000 - "Famílias: Agentes e Beneficiários do Desenvolvimento"
- 1999 - "Famílias para todas as idades"
- 1998 - "Famílias: educadoras e provedoras de direitos humanos"
- 1997 - "Construindo Famílias Baseadas na Parceria"
- 1996 - "Famílias: Primeiras Vítimas da Pobreza e dos Sem-Abrigo"